# Bajram Curri (politico)
Bajram Curri (Gjakova, 16 gennaio 1862 – Distretto di Tropojë, 29 marzo 1925) è stato un politico albanese originario del Kosovo.

## Biografia
Sin da giovane iniziò a prendere parte alle rivolte albanesi anti-ottomane. Entrò in contatto con gli ambienti patriottici dell'Albania settentrionale e si unì alla resistenza attiva contro le politiche centraliste dei Giovani Turchi, divenendo presto uno dei membri di spicco dell'indipendentismo albanese.
In seguito alla decisione del Trattato di Londra del 1913 di separare il Kosovo dal Principato d'Albania, Bajram Curri si ribellò insieme a Hasan Prishtina e Isa Boletini affinché avvenisse una riunificazione di tutti i territori abitati dagli albanesi. Durante la prima guerra mondiale sostenne un patto con gli Imperi centrali che avrebbe consentito la liberazione del Kosovo, mentre nel 1920 diresse le rivolte anti-italiane durante la crisi di Valona.
Fu uno dei leader del Comitato per la difesa nazionale del Kosovo, che si oppose al dominio jugoslavo nella regione. A partire dal 1923 guidò le rivolte armate contro il governo centrale albanese guidato da Ahmed Zogu che, per timore di ulteriori disordini in Kosovo, aveva deciso di appoggiare gli jugoslavi.
Nel 1924 Bajram Curri accompagnò il primo ministro Fan Stilian Noli a Ginevra per rappresentare gli interessi albanesi davanti alla Società delle Nazioni. L'anno successivo cadde in battaglia contro le truppe di Zogu.